# C.Q.D.; or, Saved by Wireless; a True Story of the Wreck of the Republic
C.Q.D.; or, Saved by Wireless; a True Story of the Wreck of the Republic è un cortometraggio muto del 1909. Il nome del regista non viene riportato nei credit.

## Produzione
Il film fu prodotto dalla Vitagraph Company of America.

## Distribuzione
Distribuito dalla Vitagraph Company of America, il film - un cortometraggio di 260 metri - uscì nelle sale cinematografiche statunitensi il 20 febbraio 1909.